# Ködnitz
Ködnitz település Németországban, azon belül Bajorországban. Lakosainak száma 1503 fő (2023. december 31.).

## Népesség
A település népessége az elmúlt években az alábbi módon változott:
| Lakosok száma | 1486 | 1690 | 1598 | 1582 | 1583 | 1595 | 1560 | 1562 | 1505 | 1503 |
|               | 1970 | 1975 | 2011 | 2012 | 2014 | 2015 | 2017 | 2019 | 2022 | 2023 |